# أنسون فلبس ستوكس
أنسون فلبس ستوكس (بالإنجليزية: Anson Phelps Stokes)‏ هو رائد أعمال أمريكي، ولد في 22 فبراير 1838 في نيويورك في الولايات المتحدة، وتوفي بنفس المكان في 29 يونيو 1913.